# NGC 4881
NGC 4881 is een elliptisch sterrenstelsel in het sterrenbeeld Hoofdhaar. Het hemelobject ligt 350 miljoen lichtjaar van de Aarde verwijderd en werd op 22 april 1865 ontdekt door de Duits-Deense astronoom Heinrich Louis d'Arrest.

## Synoniemen
- UGC 8106
- MCG 5-31-75
- ZWG 160.238
- DRCG 27-217
- PGC 44686